# Orion (značka vozidel)
Orion byla obchodní značka české továrny Vilém Michl, Továrna motorů, motorových kol a velocipedů, strojírna a slévárna ve Slaném vyrábějící jízdní kola, motocykly a v menších sériích také automobily. Firma fungovala v letech 1894 až 1932, tedy v období Rakouska-Uherska a později Československa.  

## Historie

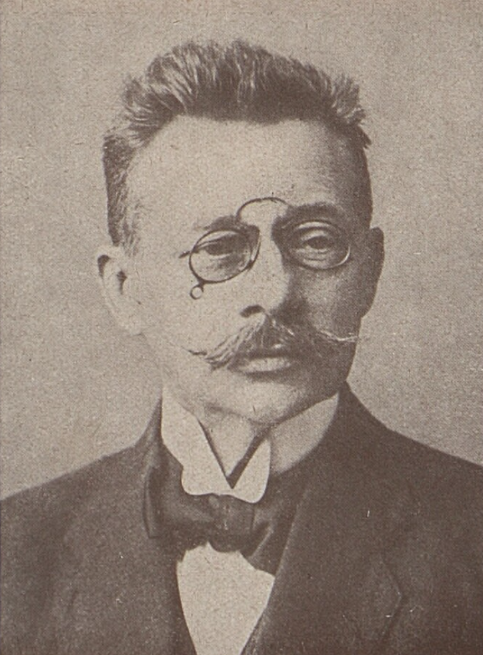
Vilém Michl mladší, zakladatel továrny (okolo roku 1920)

### Vznik
Jelikož se ještě v 90. letech 19. století musely všechny bicykly do českých zemí dovážet, pokusil se Vilém Michl mladší ve středočeském Slaném o vlastní produkci jízdních kol. V dubnu roku 1894 otevřel dílnu s několika dělníky zabývající se jejich výrobou a opravou (druhý obdobný závod pod značkou Laurin & Klement založený Václavem Klementem a Václavem Laurinem v několik desítek kilometrů vzdálené Mladé Boleslavi byl založen až roku 1895). Díky komerčnímu úspěchu a rychlému růstu firmy byl zbudován nový tovární areál s parním pohonem v lokalitě na Skalkách u Slaného. 

### Motocykly

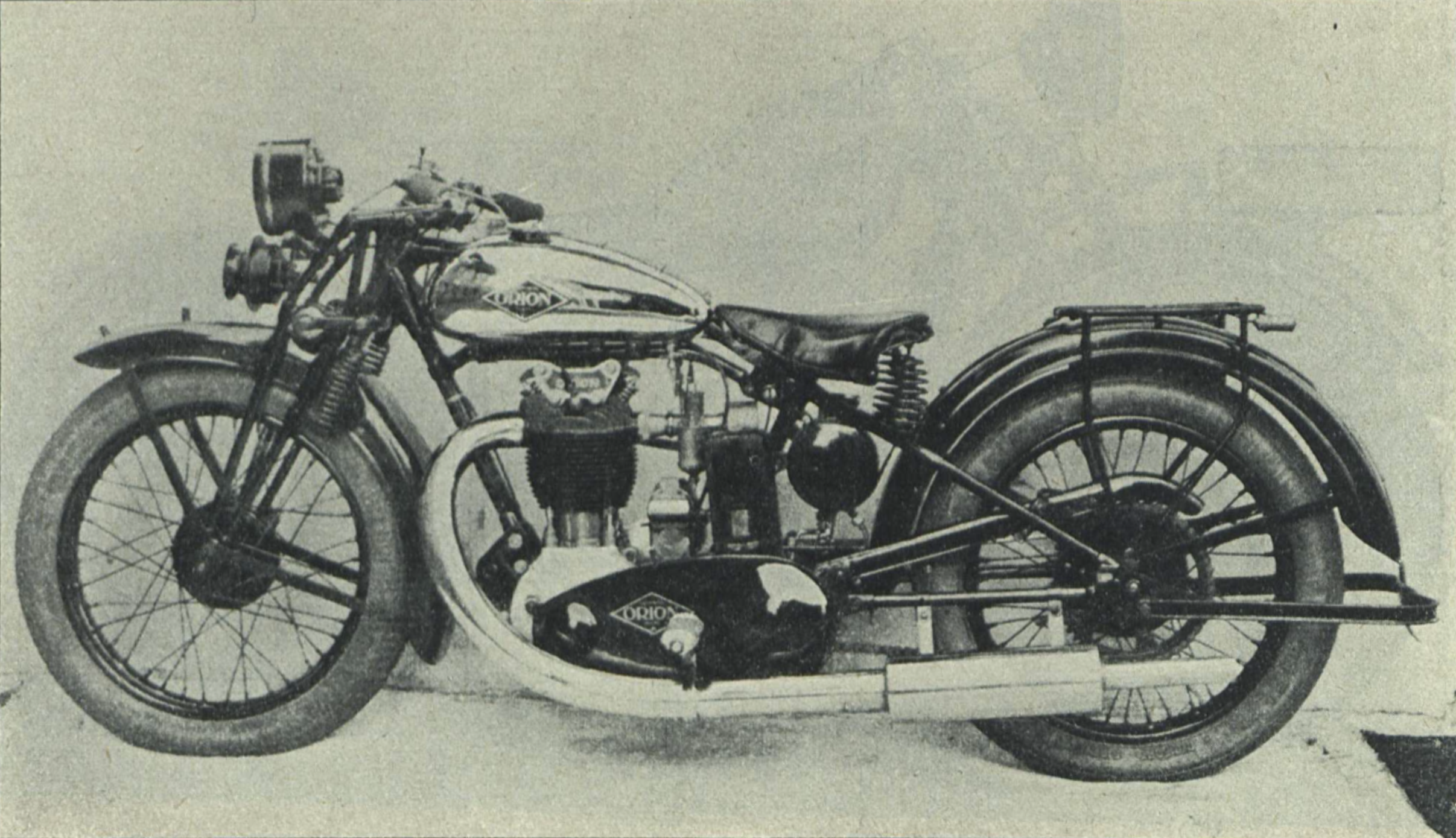
Orion 500 ccm F58 A

Po úspěšné účasti na výstavě v Lipsku v roce 1902 továrna začala se sériovou výrobou motocyklu pod značkou Orion o výkonu 2 HP, posléze pak připojila další typy a série. Jako jedna z prvních firem uvedla také stroje určené ženám, se sníženým rámem umožňujícím mimo jiné jízdu v sukni. Vedle jízdních kol a motorek patřily k produktům závodu také signální a kontrolní důlní přístroje, drobné domácí spotřebiče či zemědělské stroje. V době svého největšího rozmachu zaměstnávala společnost, počínaje přibližně rokem 1907, ve svém závodu přes 120 dělníků, techniků a úředníků.

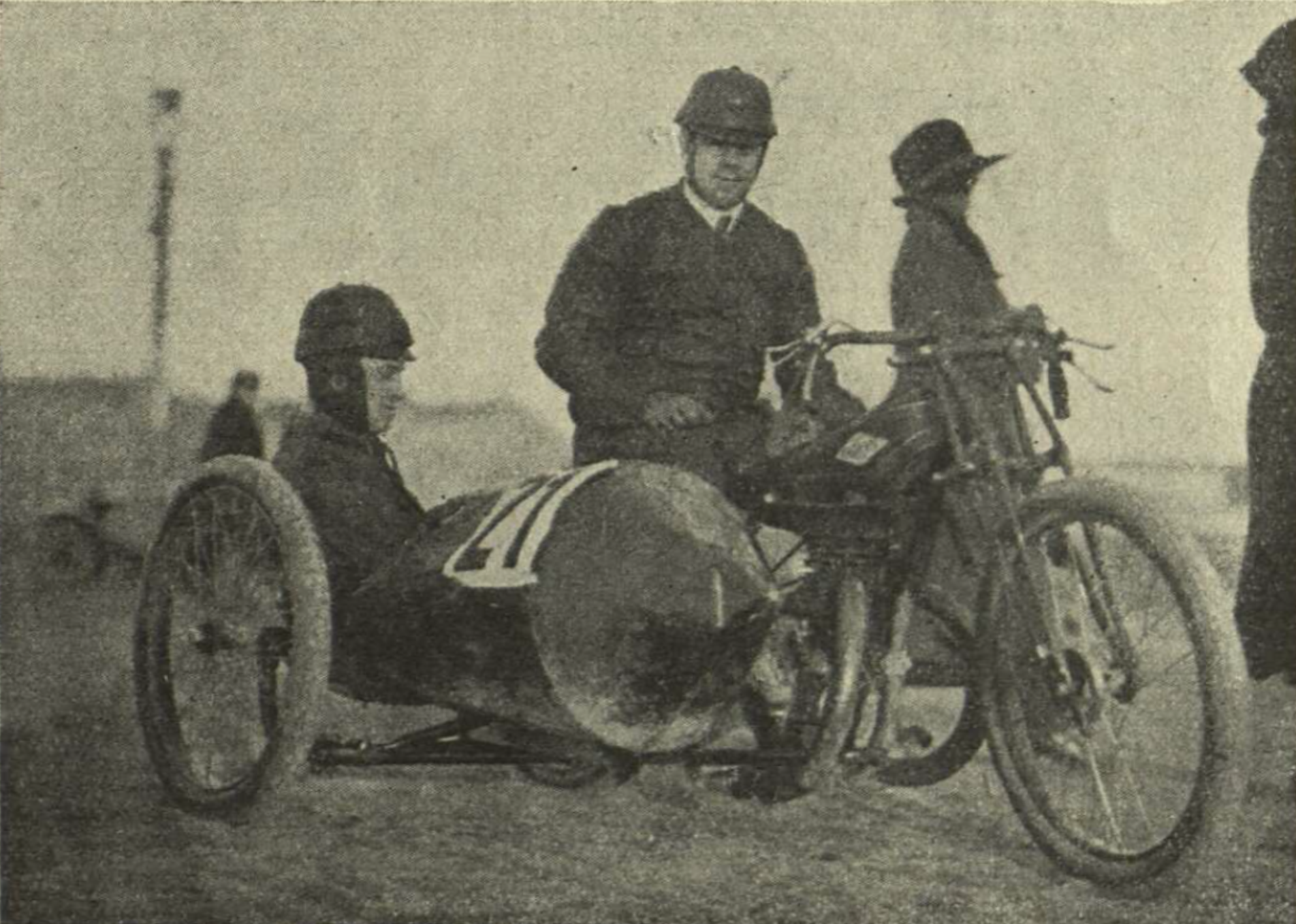
Vilém Michl nejmladší (řídící) se strojem Orion 350 ccm na motoristickém mítingu na pražské Letné v říjnu 1924

Od prvních jednoválcových motorů o výkonu 2, 2,5 a 3 koní a dvouválců o výkonu 7 koní se výroba technologicky vyvinula k dvoudobým a čtyřdobým motorům. Výroba motocyklů pokračovala i po vzniku Československa roku 1918. Export strojů směřoval mj. do Belgie, Německa, Itálie, Ruska, Jižní Afriky či Maďarska. Motocykly Orion se rovněž účastnily řady motocyklových závodů a jízd, továrními jezdci byli mj. i synové zakladatele Vilém nejmladší a Zdeněk Michlovi. 
Počátkem 30. let 20. století potom vedení firmy převzal nejstarší syn zakladatele Vilém Michl nejml. Firmu výrazně poznamenala tehdejší hospodářská krize, která předznamenala bankrot továrny Orion roku 1932.

### Automobily
Vedle motocyklů se firma pokusila rovněž o výrobu automobilů. Několik desítek menších vozů bylo vyrobeno mezi lety 1906 a 1909. Další vozidlo bylo vyrobeno roku 1930. Jednalo se o tříkolku s jedním kolem vzadu a motorem SV o objemu 500 cm³ umístěným v zadní části vozu. Karoserie byla upravována dle požadavků zákazníka. Vyrobilo a prodalo se jen několik kusů.

### Letecký motor

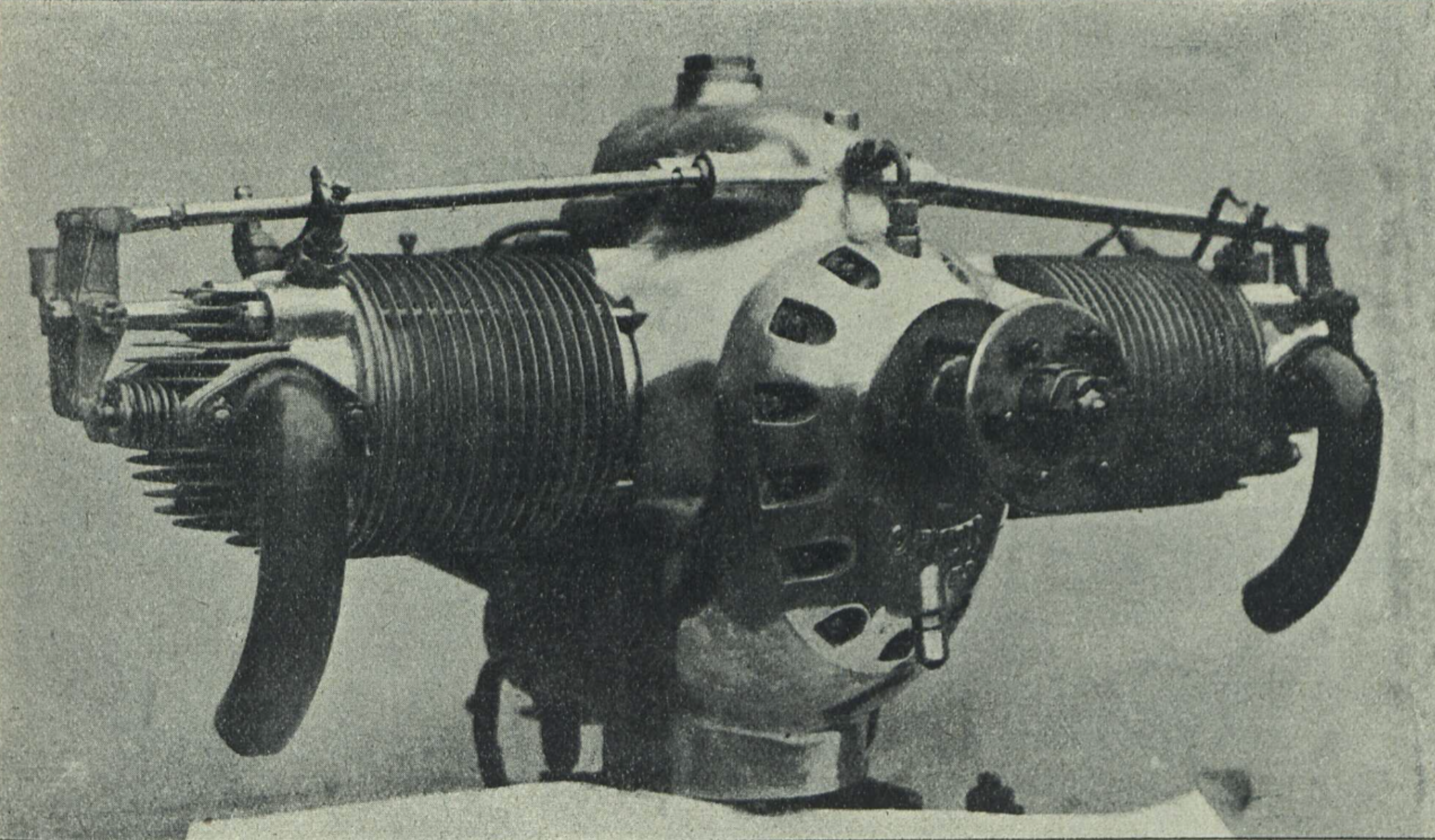
Letecký motor Orion 43 HP

Firma se pokusila i o vlastní vývoj a výrobu leteckých motorů. Jeden z posledních z nich byl dokončen roku 1931 a dostal označení Orion LL-50. Určen byl pro sportovní letoun Letov Š-39. Typ byl testován mj. také pražským leteckým závodem Aero, technicky ale neobstál a ze sériové výroby nakonec sešlo.